# 산조반니역
산 조반니역(이탈리아어: San Giovanni)은 로마 지하철 A선의 역 중 하나이며, 1980년부터 영업을 시작했다. 이 역은 역명의 유래이기도 한 산 조반니 인 라테라노 대성당의 옆쪽에 위치해 있다. 이곳은 비아 아피아 누오바가 시작되는 지점이다.
로마 지하철 C선 건설 공사는 2007년 5월 21일부터 시작되었으며 2018년 5월 12일 C선 개통이 완료되며 개장하였다.

## 시설
산 조반니 역에는 다음과 같은 시설이 있다.
- 매표소
- 에스컬레이터
- 역 감시카메라 (CCTV)

## 역 근처
- 라테란 궁전
- 산 조반니 인 라테라노 대성당
- 성십자가 예루살렘 대성당
- 포르타 산 조반니 (Porta San Giovanni)
- 포르타 아시나리아 (Porta Asinaria)